# عصر فرمانروایان ۴
عصر فرمانروایان ۴ (انگلیسی: Age of Empires IV) یک بازی ویدئویی استراتژی هم‌زمان است که توسط رلیک انترتینمنت ساخته و توسط اکس‌باکس گیم استودیوز منتشر شد.این بازی چهارمین بازی از سری عصر فرمانروایان است.

## موضوع
رخدادهای این بازی   در قرون وسطی صورت می گیرد.در میان دیگران یک داستان نیز برای فتح انگلستان به دست نورمن‌ها نیز وجود دارد.